# Timberland

Анімація чоботів Тімберленд

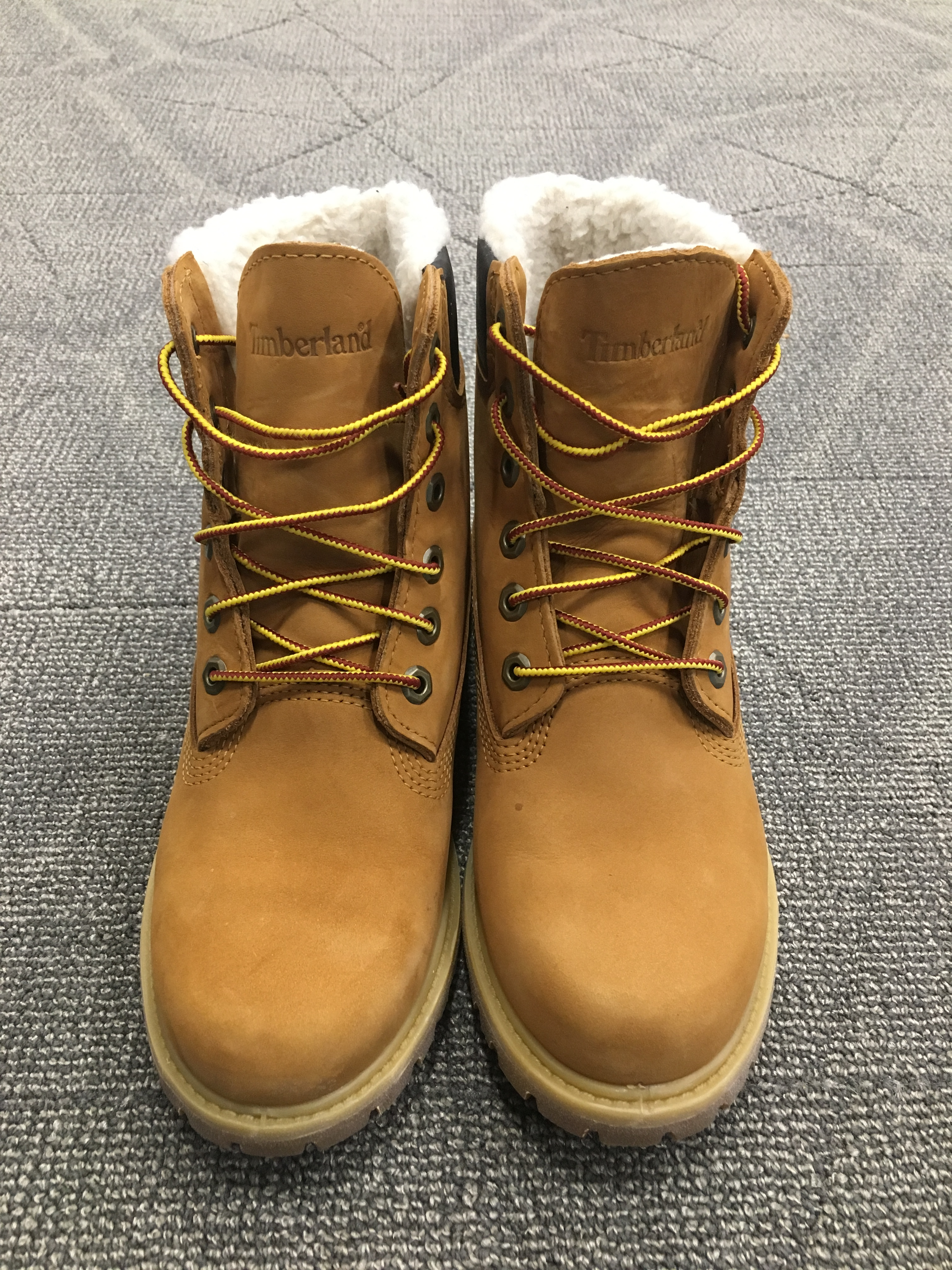
Зимові чоботи з флісовим покриттям Тімберленд

Timberland — американський виробник і роздрібний продавець одягу для активного способу життя, з акцентом на взуття. Компанія належить корпорації VF. Взуття Тімберленд орієнтовано на людей, що мають намір використовувати його для активного відпочинку. Компанія також продає інше спорядження, наприклад, одяг, годинники, окуляри, сонцезахисні окуляри та вироби зі шкіри. 
Компанія була заснована у 1952 році уродженцем Одеси Натаном Шварцем. Штаб-квартира компанії Timberland розташована в Стратхамі, штат Нью-Гемпшир. Тімберленд також працює в офісах в інших частинах світу. Компанія Horween Leather постачає шкіряні оболонки для взуття компанії Timberland. 
У 1998 році Джеффрі Шварц став головним виконавчим директором компанії та бренду, що був започаткований його дідом, дядьком і батьком. 
У лютому 2007 року компанія була придбана компанією Howies, валлійська швейна компанія. 
У червні 2011 року компанія Timberland підписала остаточну угоду про злиття з корпорацією VF при угоді 43 долари за акцію або приблизно 2 мільярди доларів США. 
У 2012 році корпорація VF продала компанію Howies керівництву.
Компанія Тімберленд сповідує соціально відповідальну політику.